# Andrzej Matyja
Andrzej Matyja (ur. 5 lipca 1953) – polski lekarz, chirurg ogólny, profesor nauk medycznych, nauczyciel akademicki Uniwersytetu Jagiellońskiego, działacz samorządu lekarzy, w latach 2018–2022 prezes Naczelnej Rady Lekarskiej.

## Życiorys
Urodzony 5 lipca 1953. Absolwent Akademii Medycznej w Krakowie. Od 1978 pracownik I Katedry Chirurgii Ogólnej Collegium Medicum Uniwersytetu Jagiellońskiego. W 1990 uzyskał specjalizację w zakresie chirurgii ogólnej, w 2013 chirurgii onkologicznej. Doktoryzował się w 1988, habilitację uzyskał w 2007. W 2012 został mianowany profesorem nauk medycznych.
Od 1989 jest współwłaścicielem i wiceprezesem prywatnego podmiotu leczniczego. Od 1999 należał do Krajowej Rady Egzaminów Lekarskich. W latach 2001–2009 był członkiem prezydium Naczelnej Rady Lekarskiej i zastępcą przewodniczącego Okręgowej Rady Lekarskiej, w latach 2009–2013 pełnił funkcję prezesa Okręgowej Rady Lekarskiej w Krakowie oraz od 2010 do 2013 był członkiem Naczelnej Rady Lekarskiej. W latach 2009–2014 był konsultantem wojewódzkim województwa podkarpackiego w dziedzinie transplantologii klinicznej.
Jest założycielem Stowarzyszenia Lekarzy Prywatnie Praktykujących i następnie członkiem jego zarządu, członkiem Towarzystwa Chirurgów Polskich, Polskiego Towarzystwa Gastroenterologii, Polskiego Towarzystwa Transplantacyjnego, Europejskiego Towarzystwa Chirurgii Endoskopowej, Europejskiego Towarzystwa Chirurgii, Polskiego Klubu Przepuklinowego.
Autor lub współautor 60 prac naukowych.
Żonaty z Martą Matyją, para ma syna i córkę.

## Odznaczenia
- Krzyż Kawalerski Orderu Odrodzenia Polski (2024)[6]